# اردیبهشتگان

اردیبهشتگان یا گلستان جشن از جملهٔ جشن‌های دوازدگانهٔ سال ایران باستان بوده‌است و از شمار جشن‌های آتش است. روز سوم از هر ماه باستانی به نام اردیبهشت می‌باشد و بر اساس گاه‌شماری امروزین، دوم اردیبهشت خورشیدی، برابر با جشن اردیبهشت‌گان است.
ایرانیان از هزاران سال پیش در روز جشن اردیبهشتگان، لباس سپید رنگ می‌پوشیدند که نمایانگر پاکیزگی است. زمان برگزاری جشن اردیبهشتگان (سوم اردیبهشت) از سویی دیگر همزمان است با زمانی که در بسیاری از مناطق ایران، گل‌ها شکوفا شده‌اند. از این رهگذر، این جشن به نوعی جشن گلها نیز بدل شد؛ جشنی که اکنون در هلند نیز تقریباً همزمان با جشن اردیبهشتگان برگزار می‌شود.
به موجب یزدان‌شناسی اوستایی، اردیبهشت دومین امشاسپند است. این نام در اوستا اشه وهیشته یا ارته‌وهیشته می‌باشد. جزء اول اشه یا ارته به معنی درستی و راستی و نظم و جزء دوم صفت عالی است به معنی بهترین؛ پس رویهم به معنی بهترین راستی یا بهترین نظم و قانون می‌شود.
چنان‌که همهٔ امشاسپندان دارای دو وجه مینوی و زمینی هستند این امشاسپند در جهان مینوی نمایندهٔ
پاکی و راستی و نظم و قانون اهورایی و در زمین نگاهبانی آتش بدو محول است. در این مورد منظور از آتش، نظم و داد و راستی و پارسایی است؛ چون در سرودی از اوستا ملاحظه می‌شود که اهریمن با ظهور زرتشت می‌گریزد با فریادی این چنین که «زرتشت مرا بسوزانید با اشاوهیشه و از زمین براند مرا» که چون اهریمن نمایندهٔ بی‌نظمی و آشوب و دروغ و ناپاکی است، با آتش راستی و پاکی و داد و قانون گریزان می‌گردد.
خلف تبریزی آورده که در این روز نیک است به معبد و آتشکده رفتن و از پادشاهان حاجت خود خواستن و به جنگ و کارزار شدن.